# Sayaka Wakita

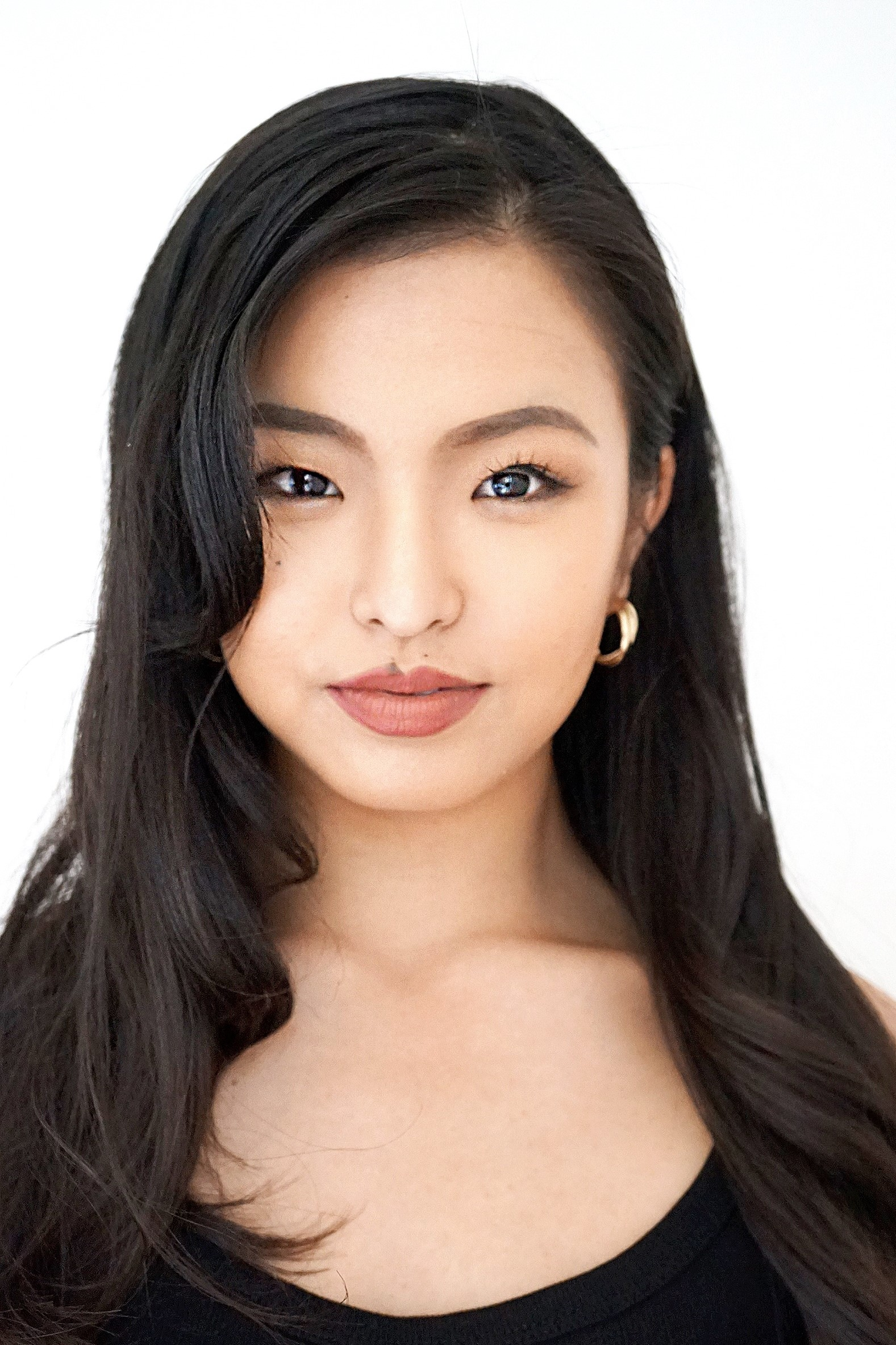
Sayaka Wakita

Sayaka Wakita (jap. 脇田紗也加, geboren 28. Dezember 1995 in Nagoya, Japan) ist eine japanische Balletttänzerin.

## Leben und Wirken
Sayaka Wakita verließ Japan im Alter von 13 Jahren und setzte von 2009 bis 2010 ihre Ballettausbildung an der Victoria Ballet Academy in Toronto (Kanada) fort. Von 2013 bis 2014 besuchte sie die Königliche Ballettschule Antwerpen (Koninklijke Balletschool Antwerpen).
Erste Engagements führten sie ans Yakutsk National Ballet Theater in Sibirien (2015 bis 2016). Dort war sie als Masha im Tanz Zuckerfee aus Tschaikowskis Nussknacker zu sehen. Ebenfalls tanzte sie in der Hauptrolle als Kitri in Don Quixote. Weitere Auftritte hatte sie im Ballett-Einakter Flower Festival in Genzano von August Bournonville und in Serene. 2015 trat sie zudem am Armenischen Opern- und Ballett-Theater Jerewan auf. Außerdem tanzte sie an der Mersin State Opera in der Türkei. Dabei trat sie unter anderem in Feuervogel, in La Bayadère (als Nikiya) sowie in den Inszenierungen Flames of Paris von Vasily Vainonen, Penthesilea und The Amazons auf.
Zwischen 2016 und 2017 war Wakita als erste Solotänzerin am Astana Ballet in Kasachstan in Stücken von Ricardo Amarante (Diversity und A Fuego Lento) zu sehen.
Seit 2017 ist sie Mitglied des Ballettensembles am Theater Dortmund. Hier wirkte sie in Stücken wie Moto Perpetuo (Jacopo Godani) oder im Nussknacker mit und tanzte in mehreren Produktionen des Choreographen Xin Peng Wang: in Dantes Göttlicher Komödie, als Solistin bei der Uraufführung des Stückes Rachmaninow/Tschaikowsky sowie in Schwanensee.
Seit 2016 studiert sie neben ihrem Beruf als Tänzerin Wirtschaft an der Universität Harvard.

## Auszeichnungen
- 2011: Goldmedaille, Internationaler Wettbewerb Tanzolymp, Berlin (Altersklasse 2)[6]
- 2012: 1. Preis Tokyo Ballet Competition for Youth, Tokyo
- 2014: Nachwuchspreis, Toyota Cultural Foundation[7]